# Modelo das características do trabalho
O Modelo das Características do Trabalho ou também conhecida por Teoria do Planejamento do Trabalho, desenvolvida por J. Richard Hackman e Greg Oldham, apresenta que, seja qual for o trabalho, o mesmo pode ser descrito pelas cinco dimensões essenciais •	.
Essa teoria tenta explicar por meio dessas cinco dimensões, a avaliação das características entre o trabalho e o compromisso organizacional. 

## Principais conceitos
| Conceito                 | Explicação |
| ------------------------ | --- |
| Variedade de Habilidades | É o nível em que uma atividade requer recursos a inúmeras capacidades e competências de um funcionário na realização de ações diversificadas.                            |
| Identidade da Tarefa     | É o nível em que uma atividade requer a realização de uma parte apresentada do trabalho, com um resultado tangível.                                                      |
| Significância da Tarefa  | É o nível em que uma atividade tem vasta repercussão na vida ou no trabalho de outros indivíduos.                                                                        |
| Autonomia                | É o nível em que uma atividade propicia independência considerável para que o indivíduo prepare seu trabalho e defina os métodos a serem utilizados durante sua conduta. |
| Feedback                 | É o nível em que o desenvolvimento da atividade exigida por um trabalho gera conhecimento claro e sincero sobre o desempenho executado.                                  |

## O Modelo das Características do Trabalho
A tabela abaixo demonstra como o modelo das características do trabalho (MCT) funcionam, se subdividindo em três dimensões – variedade das habilidades, identidade da tarefa e significância da tarefa – combinadas entre si, criam um trabalho onde é visto como necessário e fundamental para o gestor. Além disto, o feedback, como demonstrado abaixo, é indispensável para o funcionário, pois é ele que proporciona o retorno do desempenho de suas tarefas de forma eficaz. 
Do ângulo motivacional, o MCT sugere que o funcionário individual (responsabilidade experimentada) receba recompensas quando compreende (conhecimento dos resultados) que efetuou uma atividade de forma efetiva (significância vivenciada). Isto resulta em maiores motivações, desempenho e satisfação no ambiente organizacional possibilitando menores rotatividades, absenteísmo e abandono de emprego. 

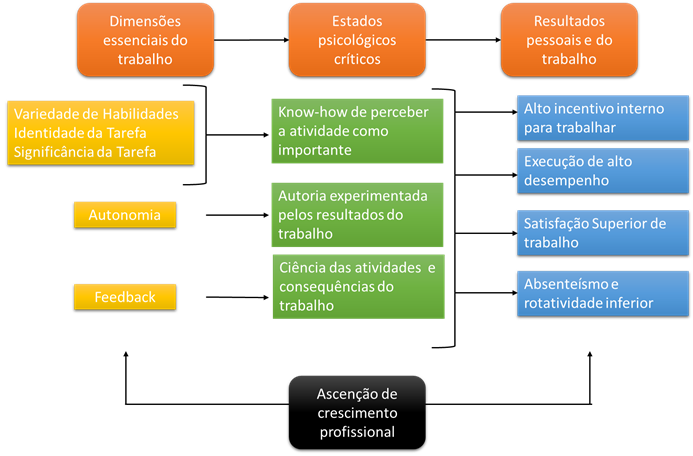

## Potencial Motivador
O modelo das características do trabalho baseia-se na premissa que utilizando o conjunto das características do trabalho (variedade, identidade, significância, autonomia e feedback), consequentemente resultará em um desempenho excedente e mais satisfatório. O Potencial Motivador pode ser calculado a partir das dimensões essenciais. 

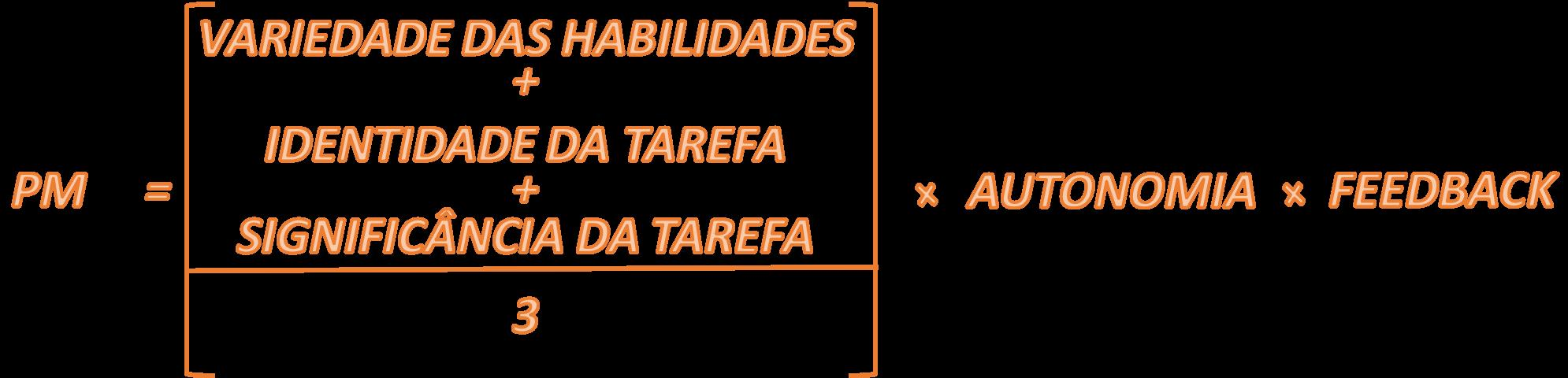
Fórmula do potencial motivador

Ainda assim, além das necessidades de desenvolvimento do funcionário, outras características também como, a impressão da sua carga de trabalho perante aos demais podem enfraquecer a relação entre as dimensões essenciais e os resultados pessoais e profissionais. 
De acordo com a equação, uma baixa qualquer em autonomia ou de feedback irá comprometer substancialmente o MPS de um trabalho. Pois a autonomia e o feedback são indispensáveis para motivar o colaborador, são as únicas características do trabalho que se espera fomentar a responsabilidade experiente e conhecimento de resultados, respectivamente. Ou seja, a medida que a responsabilidade, liberdade e reconhecimento dos resultados do funcionário aumenta, este torna-se cada vez mais estimulado, e seu incentivo aumenta gradativamente. Por esse motivo, essas duas variáveis aparecem multiplicando, sabendo que em uma equação, todo número multiplicado a 0 tem resultado 0. Logo, é necessário ter pelo menos o mínimo de nota nestes.
Pelo contrário, uma nota baixa em uma das três características do trabalho que levam a significância experiente não necessariamente acabará por reduzir MPS de um trabalho, porque uma forte presença de um dos três atributos pode compensar a ausência dos outros. 

## Novos desenvolvimentos
Ao longo dos anos, desde a Introdução da Teoria das Características do Trabalho à literatura organizacional, houve muitas mudanças no campo e no trabalho em si. Oldham e Hackman sugerem que as áreas mais frutíferas para o desenvolvimento no design do trabalho são a motivação social, a elaboração de trabalhos e equipes.
As fontes sociais de motivação estão se tornando mais importantes devido à natureza mutável do trabalho neste país. Mais empregos estão exigindo níveis mais elevados de interação cliente-empregado, bem como o aumento da interdependência entre os funcionários. Com isso em mente, faria sentido investigar o efeito dos aspectos sociais sobre os resultados afetivos e comportamentais.
Embora a Teoria das Características do Trabalho fosse principalmente focada na responsabilidade da organização por manipular as características do trabalho para enriquecer os empregos, houve um considerável zumbido na literatura sobre a elaboração de trabalhos. Na elaboração do trabalho o empregado tem algum controle sobre o seu papel na organização. Hackman e Oldham apontam que há muitas avenidas do inquérito a respeito da elaboração do trabalho, tais como: quais são os benefícios da elaboração do trabalho, quais os benefícios devido ao processo de elaboração do trabalho em si ou as mudanças reais feitas para o trabalho, e quais os efeitos negativos da elaboração do trabalho.
Finalmente, eles trouxeram as direções potenciais de pesquisa relevantes para o projeto de trabalho em equipe. Especificamente, eles discutem a necessidade de entender quando usar o design de trabalho voltado para o nível individual ou de equipe, a fim de aumentar o desempenho, e que tipo de equipe é mais adequada para tarefas específicas.

## Implicações práticas
A característica do trabalho está fortemente vinculada a literatura de design de trabalho (também chamada de enriquecimento de trabalho), além disso a teoria se tornou uma das mais citadas em todo o campo de comportamento organizacional. Em termos práticos, a Teoria das Características do Trabalho fornece uma estrutura para aumentar a motivação, satisfação e desempenho dos funcionários através de enriquecer as características do trabalho.
A teoria de características do trabalho foi abraçada por investigadores e usada em uma multidão de profissões e organizações. No domínio aplicado, Hackman e Oldham relataram que várias empresas de consultoria empregaram seu modelo ou o modificaram para atender às suas necessidades.

## Relação com as Teorias da Administração
Frederick Taylor e Henry Ford, foram os pioneiros no estudo e implementação de estratégias de administração do trabalho respectivamente. Suas ideias têm embasamento em um sistema de trabalho operacionalizado e com processos. Os funcionários tinham tarefas repetitivas e automáticas, estas que não exigiam diversas qualificações para serem executadas. Ou seja, o intuito era aumentar a produção em massa, sem depender de diversas habilidades dos colaboradores.
Em contrapartida, o modelo das características do trabalho, visa diversas habilidades do colaborador para desempenhar uma atividade (além de outras características), buscando extinguir o trabalho repetitivo e monótono. Logo, aumentando a importância deste, e significância percebida pelo mesmo dentro da organização.
Apoiando então a teoria das relações humanas desenvolvida por Elton Mayo, que possui foco no relacionamento entre todos os colaboradores, ênfase nos aspectos emocionais dos trabalhadores, além de que as recompensas sociais são, as vezes, tão importantes quanto às materiais, ou seja, o reconhecimento, aprovação social e participação motivam o funcionário, aumentando sua produtividade.